# Lacaille 8760
Lacaille 8760 är en ensam stjärna i mellersta delen av stjärnbilden Mikroskopet som också har variabelbeteckningen AX Microscopii. Den har en skenbar magnitud av ca 6,67 och kräver åtminstone en handkikare för att kunna observeras. Baserat på parallax enligt Gaia Data Release 3 på ca 251,9 mas, beräknas den befinna sig på ett avstånd på ca 12,9 ljusår (ca 4,0 parsek) från solen. Den rör sig bort från solen med en heliocentrisk radialhastighet på ca 21 km/s.

## Egenskaper

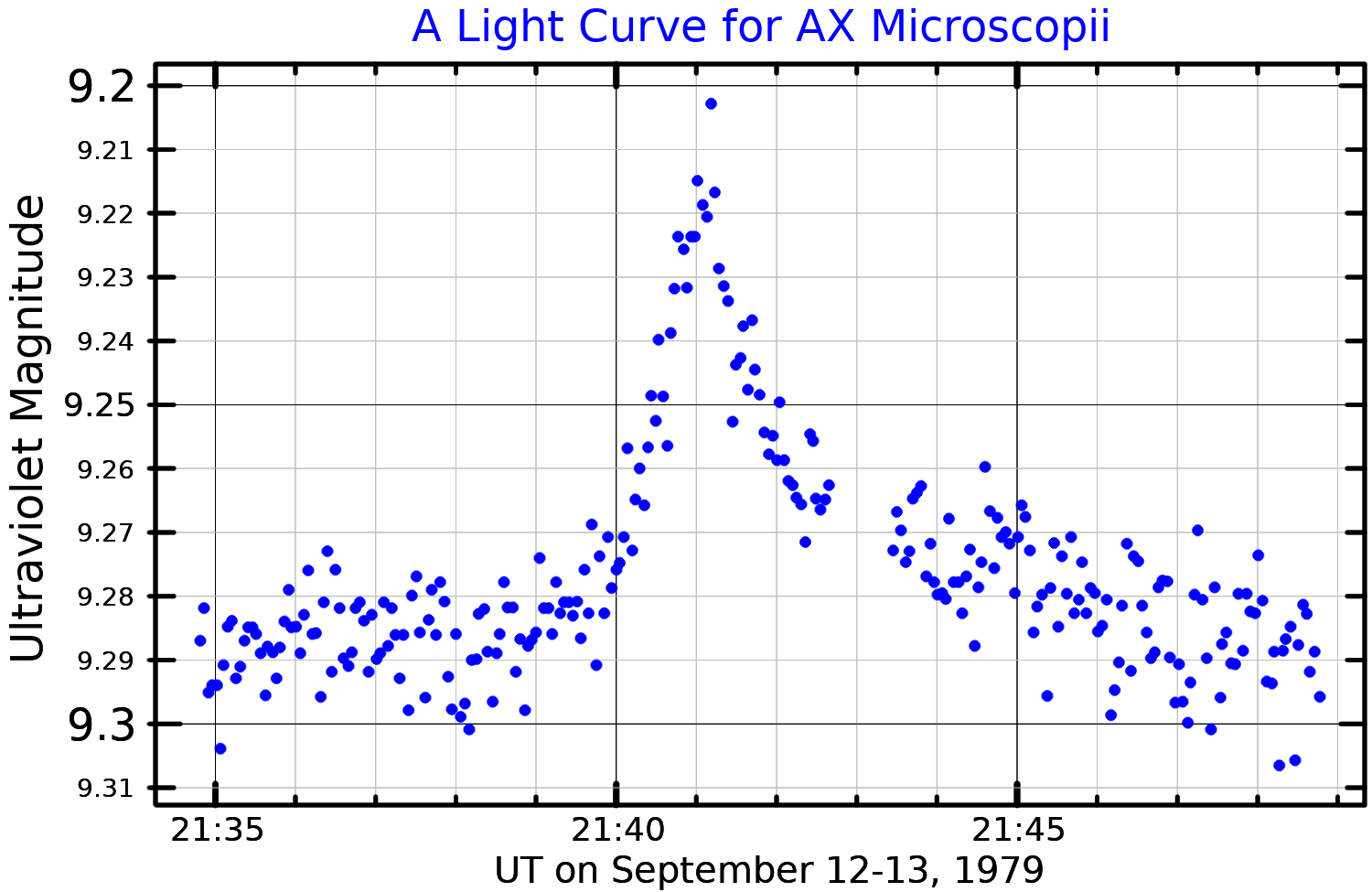
Ljuskurva i ultravioletta bandet för AX Microscopii, plottad från Byrne (1981).

Lacaille 8760 är en röd dvärgstjärna i huvudserien av spektralklass M0 Ve och är en flarestjärna. Den har en massa som är ca 0,6 solmassa, en radie som är ca 0,51 solradie och har ca 0,072 gånger solens utstrålning av energi från dess fotosfär vid en effektiv temperatur av ca 3 800 K.
Trots ansträngningar från astronomer, hade fram till 2011 inga exoplaneter upptäckts i omloppsbana kring stjärnan.

## Historik

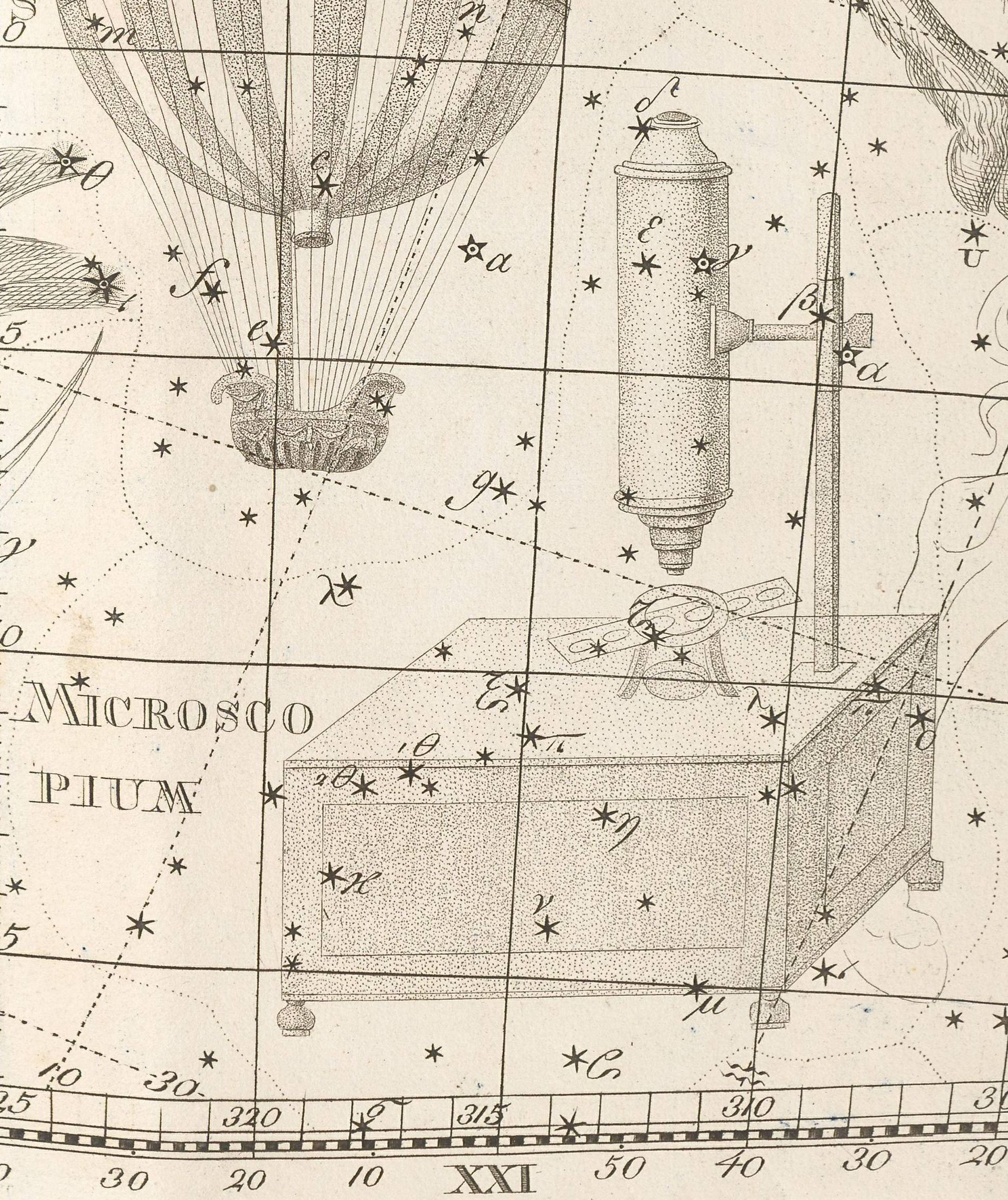
Bild av Lacaille 8760 (inringad) i Bode Uranographia (1801). I motsvarande katalog är denna stjärna listad som Nr 36 i stjärnbilden Microscopium.
Lacaille 8760 listades ursprungligen i en katalog från 1763 som publicerades postumt av den franske abbé Nicolas-Louis de Lacaille. Han observerade den på den södra himlen medan han arbetade från ett observatorium vid Godahoppsudden.

Nummer 8760 tilldelades denna stjärna i 1847 års upplaga av Lacailles katalog med 9 766 stjärnor av Frans Baily.